# Ракетный удар по Часову Яру
Ракетный удар по двум жилым домам в городе Часов Яр был нанесён российской армией в 21:17 9 июля 2022 года в ходе российской войны против Украины. Ударом было частично обрушено пятиэтажное общежитие, полностью уничтожены два его подъезда, ещё один пятиэтажный жилой дом был сильно повреждён. Были убиты 48 людей, в том числе ребёнок. Удар по Часову Яру стал одним из самых масштабных по числу погибших мирных жителей в результате российских обстрелов. Событие имеет все признаки военного преступления.

## Ход событий

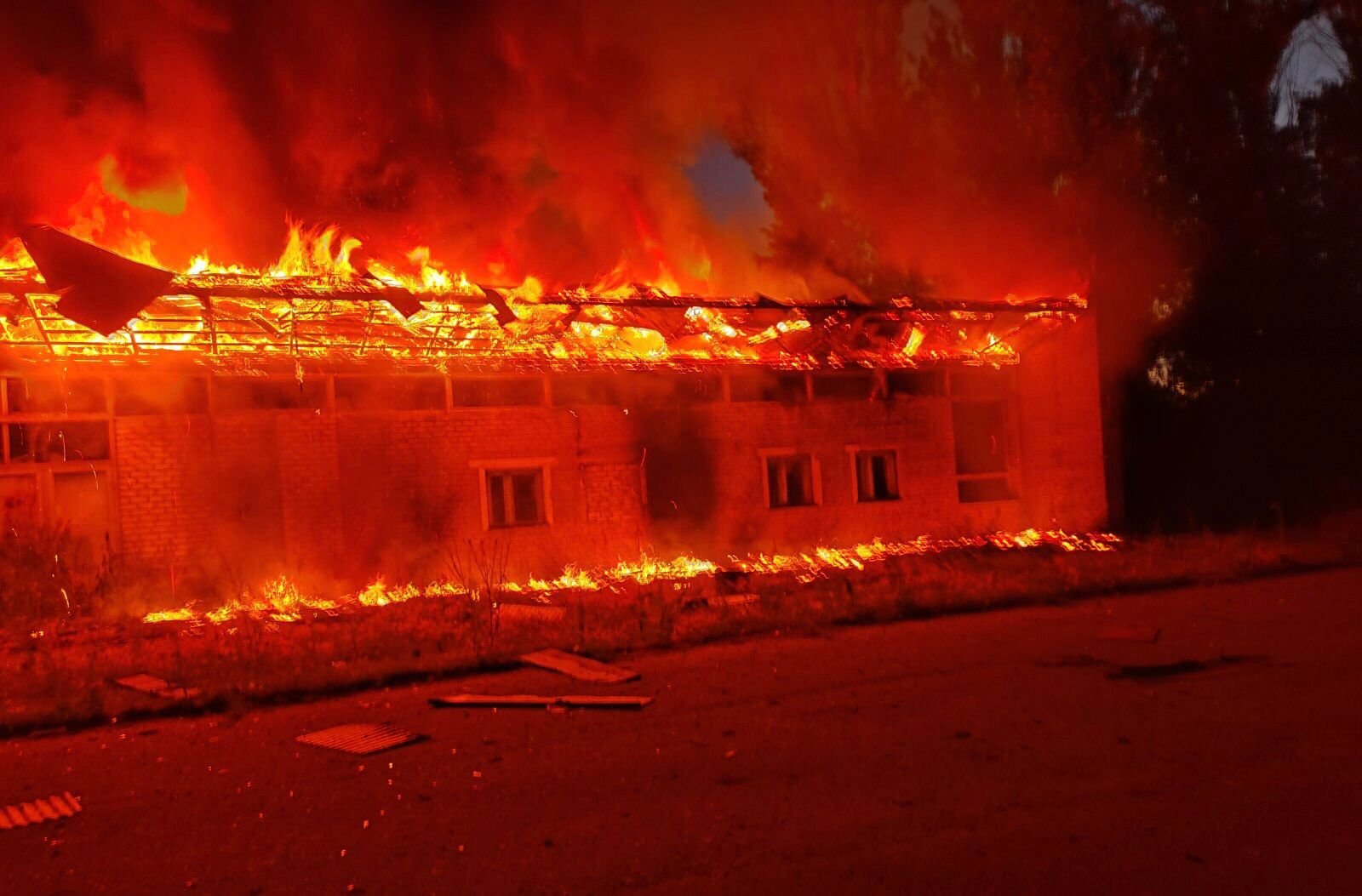
Вокзал Часова Яра, обстрелянный ранее в тот же день

Часов Яр расположен примерно в 20 км к юго-востоку от Краматорска и примерно в 10 км к западу от Бахмута, который в то время пытались захватить российские войска.
По данным газеты New York Times, за два дня до ракетного удара в общежитие, подвергшееся удару, помимо гражданских, заселились украинские военнослужащие. Газета со ссылкой на одного из жителей Часова Яра сообщила, что к моменту удара в общежитии проживало около 10 мирных жителей, в основном пенсионерки.
Используемые РФ ракеты не были высокоточными, удар нанесён из установок «Ураган».
Министерство обороны России заявило, что российские войска «высокоточным оружием» разрушили в этом районе «ангар с американскими 155-мм гаубицами М777» и до 30 украинских военнослужащих. Российское государственное информационное агентство ТАСС и другие пропагандистские российские издания со ссылкой на неназванного представителя российских правоохранительных органов заявили, что мирные жители якобы не были убиты и что жилые дома использовались украинскими войсками.
В поисковых работах участвовали 323 спасателя. Было разобрано около 525 тонн завалов.

## Жертвы
14 июля Государственная служба Украины по чрезвычайным ситуациям закончила разбор завалов. Были найдены 48 тел погибших, в том числе 9-летнего мальчика. Кроме того, из-под завалов извлечены девять раненых.
New York Times со ссылкой на украинского военного сообщала, что в числе погибших были двое военнослужащих ВСУ.

## Реакция
Андрей Ермак отметил, что удар был «очередным терактом» и что в результате Россия должна быть признана «государством — спонсором терроризма».
По поводу убийства мирных жителей в Часову Яру президент Украины Владимир Зеленский подчеркнул: 

И каждый, кто отдает приказы на такие удары, каждый, кто их выполняет по обычным нашим городам, по жилым районам, убивает абсолютно сознательно. После таких ударов убийцы не смогут сказать, что чего-то не знали или что-то не понимали… Все совершившие этот обстрел, другие ракетные удары, все, кто бьёт по нашим городам из реактивной артиллерии, как на Харьковщине, в Запорожье, как по Кривому Рогу, как по Северску и Угледару в Донецкой области, — все они будут найдены.